# 18653 Christagünt
18653 Christagünt là một tiểu hành tinh vành đai chính với chu kỳ quỹ đạo là 1346.7612412 ngày (3.69 năm). It có vận tốc quỹ đạo trung bình là 19.28272598 km/s.
Nó được phát hiện ngày 28 tháng 3 năm 1998 ở Starkenburg Observatory.
Nó được đặt theo tên Christa và Günter Rothermel, the parents of the discoverer.